# Confine tra Francia e Germania
Il confine tra Francia e Germania ha una lunghezza di 451 km.

## Caratteristiche

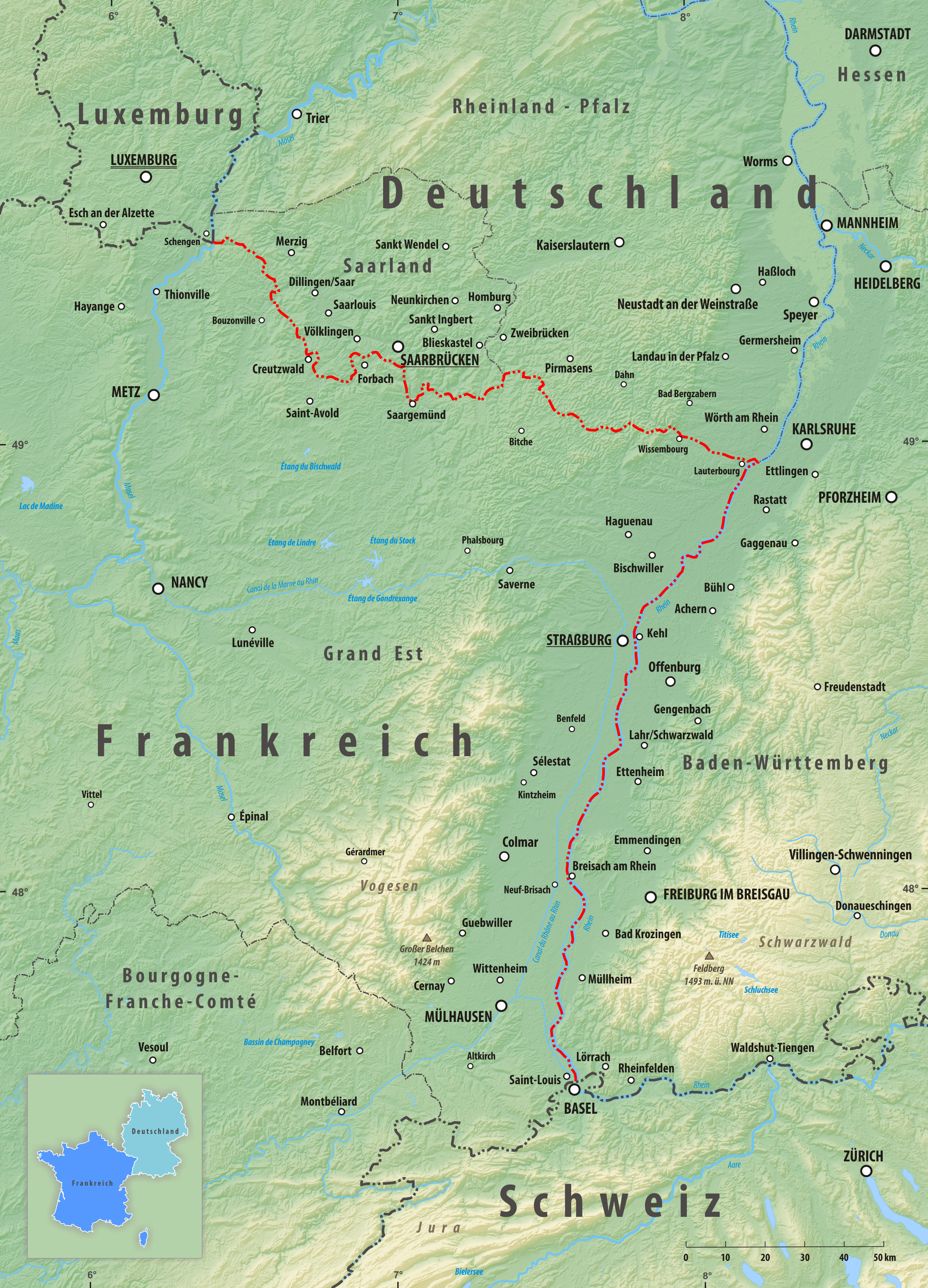
La linea di confine è segnata in rosso.

Il confine si trova a nord-est della Francia e ad ovest della Germania.
Inizia a nord-ovest alla triplice frontiera tra Francia, Germania e Lussemburgo collocata sulla Mosella.
Il confine segue poi una direzione generale verso l'est fino al fiume Reno. Risale poi il corso del fiume fino alla triplice frontiera tra Germania, Franc e Svizzera.
Il confine separa tre Lander tedeschi: Baden-Württemberg, Renania-Palatinato e Saarland e due regioni della Francia: Alsazia e Lorena.

## Storia
Dopo la creazione dell'Impero tedesco, il 18 gennaio 1871, questo confine viene ritoccato tre volte.
Dopo la prima guerra mondiale, la Francia recupera l'Alsazia-Lorena, persa nella definizione del 1871.
Tra le due guerre mondiali il confine è oggetto di vaste opere di fortificazione: la Linea Maginot e la Linea Sigfrido.
All'inizio della seconda guerra mondiale, dopo l'armistizio del 22 giugno 1940 che conclude la disfatta francese, l'Alsazia e la Lorena sono ricongiunte alla Germania.
L'Alsazia-Lorena viene ridata alla Francia dopo la caduta della Germania nazista l'8 maggio 1945.